# يوبيل شكسبير

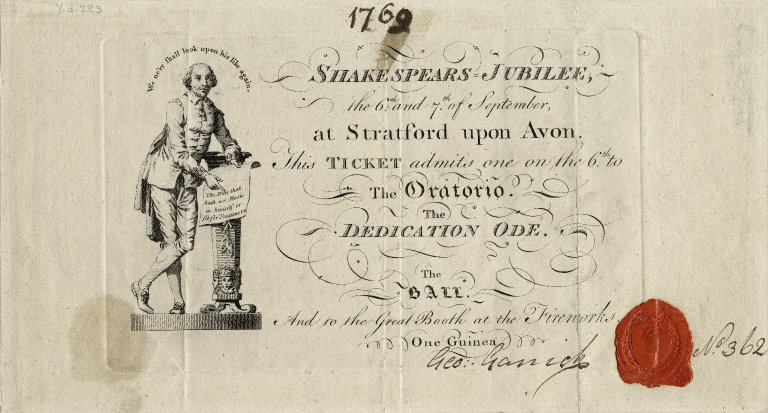

تم تنظيم يوبيل شكسبير في ستراتفورد ابون افون بين 6-8 سبتمبر عام 1769.  تم تنظيم اليوبيل من قبل الممثل والمخرج المسرحي ديفيد غاريك للاحتفال باليوبيل لولادة وليم شكسبير. كان لها تأثير كبير على المد المتزايد من bardolatry الذي أدى إلى تأسيس شكسبير الشاعر الوطني الإنجليزي. قام توماس آرني بتأليف أغنية Soft Flowing Avon من أجل اليوبيل.
كانت سترافورد في ذلك الوقت بلدة يبلغ عدد سكانها حوالي 2200.  كان لدى جاريك ، أشهر الممثلين الشكسبيريين والمدير المؤثر للمسرح في بريطانيا ، فكرة اليوبيل عندما اتصل به قادة المدينة الذين أرادوا منه تمويل تمثال لشكسبير للوقوف في قاعة المدينة. خطط جاريك لإقامة احتفال كبير مع شخصيات بارزة من العالم الثقافي والسياسي والاقتصادي في لندن . أشرف على بناء مستطيل كبير ، بناء على واحد في حدائق رانيلاغ في لندن ، والذي يمكنه استيعاب 1000 متفرج.  "من الصعب المبالغة في مقدار المساحة في الصحف في الأسابيع والأشهر السابقة المخصصة لمناقشة اليوبيل ، والإعلان عن تفاصيل البرنامج ، والإعلان عن مختلف المواد ، والإبلاغ عن التقدم ، والمضاربة حول شكله ، ومهاجمته." "